# Polski Fiat 621
A Polski Fiat 621 egy lengyel gyártmányú 2,5 tonnás tehergépkocsi, a lengyel hadsereg alap szállítójárműve volt az 1930-as évek folyamán. Az olasz Fiat 621 licenc alapján gyártott változata, melyet a lengyel igényekhez és a rosszabb minőségű lengyelországi utakhoz igazítva nagy mértékben módosítottak. Futóművét két változatban gyártották: a Polski Fiat 621 L volt az alap változat, melyet többféle felépítménnyel láttak el, míg a Polski Fiat 621 R a sikeres buszsorozat és a nehezebb, három tonnás katonai teherautó alapja volt.
A következő módosításokat végezték el az eredeti Fiat típushoz képest:
- megerősített futómű (alváz, első és hátsó tengelyek)
- új laprugók, lengéscsillapítók
- szélesebb tengelytávolság
- áttervezett ajtórögzítések
- nagyobb üzemanyagtartályok
- áttervezett hengerblokk, melyet jó minőségű acélból gyártottak
- Weber karburátor lecserélése egyszerűbb és könnyebben karbantartható Solex gyártmányra

A sorozatgyártás 1935-ben vette kezdetét a Państwowe Zakłady Inżynierii gyárban és egészen 1939-ig tartott. 1940-től a gyártósorokon az új PZInż 703 teherautócsalád vette volna át a helyét, de a második világháború kitörése és Lengyelország megszállása miatt a gyártás abbamaradt.

## Fordítás
Ez a szócikk részben vagy egészben  a   Polski Fiat 621 című angol Wikipédia-szócikk ezen változatának fordításán alapul.  Az eredeti cikk szerkesztőit annak laptörténete sorolja fel. Ez a jelzés csupán a megfogalmazás eredetét és a szerzői jogokat jelzi, nem szolgál a cikkben szereplő információk forrásmegjelöléseként.